# نخست‌وزیر تشکیلات خودگردان فلسطین
نخست‌وزیر تشکیلات خودگردان فلسطین با نام رسمی رئیس مجلس وزیران حکومت ملی فلسطین (به عربی: رئيس مجلس الوزراء في السلطة الوطنية الفلسطينية)، رئیس دولت تشکیلات خودگردان فلسطین بود که بین سال‌های ۲۰۰۳ تا ژانویه ۲۰۱۳ یعنی تا زمانی که به صورت رسمی، فلسطین تشکیل شد، فعالیت داشت. برخی هنوز به منصب نخست‌وزیری در نوار غزه، به عنوان نخست‌وزیر تشکیلات خودگردان فلسطین اشاره می‌کنند.
منصب نخست‌وزیری در سال ۲۰۰۳، برای مدیریت فعالیت‌های روزمره دولت تشکیلات خودگردان فلسطین که قبلاً توسط یاسر عرفات انجام می‌شد، ایجاد شد. این منصب به این دلیل ایجاد شد که هم اسرائیل و هم آمریکا از مذاکره مستقیم با عرفات خودداری کردند. همچنین ساختار اجرایی دولت زیر نظر رئیس تشکیلات خودگردان فلسطین بود.

## تاریخچه
نخستین نخست‌وزیر تشکیلات خودگردان فلسطین، محمود عباس بود. او در ۱۹ مارس ۲۰۰۳، توسط رئیس تشکیلات، یاسر عرفات نامزد شد. در ۲۹ آوریل، مجلس قانون‌گذاری فلسطین، این انتصاب و دولت او را تأیید کرد. دوره کوتاه عباس با جنگ قدرت با عرفات بر سر کنترل سرویس‌های امنیتی فلسطین همراه بود و عرفات از واگذاری کنترل به عباس خودداری کرد. این موضوع بسیار مهم بود زیرا نقشه راه برای صلح، طرف فلسطینی را ملزم به توقف حملات خشونت‌آمیز گروه‌های مختلف مبارز فلسطینی می‌کرد، که عرفات از انجام آن خودداری کرد. عباس در ۶ سپتامبر ۲۰۰۳ به دلیل عدم حمایت اسرائیل و آمریکا و همچنین «تحریک داخلی» علیه دولتش از ریاست وزیران استعفا داد.
پس از عباس، در دفتر احمد قریع، که به عنوان رئیس شورای قانونگذاری فلسطین، سرپرست ریاست وزیران شد. عرفات، قریع را برای این پست معرفی برای تشکیل «دولت اضطراری» در ۱۰ سپتامبر موافقت کرد. فردای آن روز، قریع، تصمیم گرفت یک دولت کامل تشکیل دهد نه یک دولت موقت. عرفات در ۵ اکتبر ۲۰۰۳ با فرمان خود، قریع را به ریاست وزیران منصوب کرد و دولت اضطراری هشت نفره قریع در ۹ اکتبر سوگند یاد کرد. تشکیلات خودگردان تحت سلطه فتح از رای اعتماد به دولت خودداری کرد. عرفات و قریع بر سر تقسیم قدرت‌های امنیتی بین خود، اساساً موضوع کنترل سرویس‌های امنیتی فلسطین، که همان موضوعی بود که به استعفای عباس انجامید، در بن‌بست بودند. موضوع دیگر، مخالفت عرفات با معرفی ژنرال ناصر یوسف به عنوان وزیر کشور از سوی قریع بود که نیروهای امنیتی را کنترل می‌کرد. در ۴ نوامبر، در حالی که دوره دولت اضطراری در آستانه پایان یافتن بود، با ماندن قریع به صورت موقت موافقت کردند. در ۱۲ نوامبر ۲۰۰۳، دولت موقت با دولت ۲۰۰۳ قریع جایگزین شد که توسط تشکیلات خودگردان، تأیید شد. حکم بلعاوی، که به عنوان یک «وفادار عرفات» توصیف می‌شود، با کنترل نیروهای امنیتی به عنوان وزیر کشور منصوب شد. پس از مرگ عرفات در نوامبر ۲۰۰۴ و پیروزی بعدی محمود عباس در انتخابات ریاست جمهوری فلسطین در ژانویه ۲۰۰۵، که توسط حماس تحریم شد، از قریع خواسته شد تا به سمت خود ادامه دهد و دولت جدیدی تشکیل دهد که در ۲۴ فوریه ۲۰۰۵ انجام شد. در ۱۵ دسامبر ۲۰۰۵، قریع استعفا داد و نبیل شعث، معاون نخست‌وزیر، سرپرست دولت شد. او ۹ روز بعد با بازگشت قریع به منصب خود، این منصب را از دست داد.
حماس، قاطعانه در در انتخابات ۲۰۰۶ مجلس فلسطین در ۲۵ ژانویه، پیروز شد. قریع استعفا داد، اما به درخواست رئیس تشکیلات، عباس تا ۱۹ فوریه ۲۰۰۶ به عنوان رئیس موقت وزیران باقی ماند. اسماعیل هنیه از حماس در ۱۶ فوریه ۲۰۰۶ به عنوان رئیس معرفی شد و دولت جدید به‌طور رسمی در ۲۰ فوریه به عباس معرفی شد و دولت به رهبری هنیه در ۲۹ مارس ۲۰۰۶ سوگند یاد کرد. درگیری بر سر قدرت بین رئیس تشکیلات، عباس و دولت جدید بر سر سرویس‌های امنیتی شکل گرفت. عباس، رشید ابوشبک وابسته به فتح را رئیس سه شاخه خدمات امنیتی فلسطین کرد و اختیار استخدام و اخراج افسران در سه شعبه امنیتی را با دور زدن اختیارات سعید صیام وزیر کشور حماس داد. عباس همچنین دستور داد که تمامی اظهارات دیپلماتیک و معاملات با سازمان آزادی‌بخش فلسطین تحت کنترل فتح هماهنگ شود و نه محمود زهار، وزیر امور خارجه حماس. هنیه همچنین حکومت وحدت تشکیل شده در ۱۷ مارس ۲۰۰۷ را رهبری کرد که توسط تشکیلات تصویب شد. پس از تسلط حماس بر غزه، دولت توسط رئیس تشکیلات خودگردان، عباس، در ۱۴ ژوئن ۲۰۰۷ برکنار شد.
عباس، وضعیت فوق‌العاده اعلام کرد و در ۱۵ ژوئن یک دولت موقت اضطراری به رهبری سلام فیاض منصوب کرد و مواد قانون اساسی را به حالت تعلیق درآورد تا از تاییدیه تشکیلات خودگردان مورد نیاز صرف نظر کند. در ۱۳ ژوئیه ۲۰۰۷ وضعیت فوق‌العاده مطابق قانون اساسی منقضی شد و رئیس تشکیلات، عباس فرمان جدیدی برای ادامه وضعیت فوق‌العاده صادر کرد. دولت فیاض به عنوان یک دولت موقت به کار خود ادامه داد. در ۲۲ ژوئیه ۲۰۰۷، نخست‌وزیر، فیاض دولت خود را برای تأیید تشکیلات خودگردان معرفی کرد. از آنجایی که نیاز به حد نصاب برآورده نشد، زیرا اعضای حماس، تشکیلات خودگردان را تحریم می‌کردند، این موافقت در جلسه فوق‌العاده صادر شد.
در همین حال، هنیه و حماس از پذیرش برکناری خودداری کردند و مدعی شدند که همچنان دولت قانونی تشکیلات خودگردان فلسطین هستند. اساس چالش این بود که بر اساس قانون اساسی، رئیس تشکیلات ممکن است نخست‌وزیر مستقر را برکنار کند، اما نمی‌تواند بدون تأیید تشکیلات خودگردان (که تحت کنترل حماس بود)، جایگزینی را منصوب کند و تا زمانی که نخست‌وزیر جدید به درستی انتخاب نشود. نخست‌وزیر استعفا داده که منصوب شده، ریاست یک دولت موقت را بر عهده دارد.

## فهرست نخست‌وزیرها (۲۰۰۳–۲۰۱۳)
| شماره | شماره | تصویر | نام (تولد–مرگ)                     | دوره           | دوره           | دوره                             | حزب سیاسی                    |
| شماره | شماره | تصویر | نام (تولد–مرگ)                     | آغاز دوره      | پایان دوره     | مدت                              | حزب سیاسی                    |
| ----- | ----- | ----- | ---------------------------------- | -------------- | -------------- | -------------------------------- | ---------------------------- |
| ۱     |       |       | محمود عباس (زاده ۱۹۳۵)             | ۱۹ مارس ۲۰۰۳   | ۶ سپتامبر ۲۰۰۳ | ۱۷۱ روز                          | فتح (سازمان آزادی‌بخش فلسطین) |
| ۲     |       |       | احمد قریع (۱۹۳۷–۲۰۲۳)              | ۷ اکتبر ۲۰۰۳   | ۱۵ دسامبر ۲۰۰۵ | ۲ سال، ۶۹ روز                    | فتح (سازمان آزادی‌بخش فلسطین) |
| –     |       |       | نبیل شعث (زاده ۱۹۳۸) نخست‌وزیر موقت | ۱۵ دسامبر ۲۰۰۵ | ۲۴ دسامبر ۲۰۰۵ | ۹ روز                            | فتح (سازمان آزادی‌بخش فلسطین) |
| (۲)   |       |       | احمد قریع (۱۹۳۷–۲۰۲۳)              | ۲۴ دسامبر ۲۰۰۵ | ۲۹ مارس ۲۰۰۶   | ۹۵ روز                           | فتح (سازمان آزادی‌بخش فلسطین) |
| ۳     |       |       | اسماعیل هنیه (زاده ۱۹۶۳)           | ۲۹ مارس ۲۰۰۶   | ۲ ژوئن ۲۰۱۴    | ۸ سال، ۶۵ روز                    | حماس                         |
| ۴     |       |       | سلام فیاض (زاده ۱۹۵۱)              | ۱۵ ژوئن ۲۰۰۷   | ۶ ژانویه ۲۰۱۳  | خطا: نیازمند سال، ماه، روز معتبر | راه سوم                      |